# David Voda
David Voda (* 11. října 1976 Olomouc) je český kunsthistorik, básník a redaktor. V současné době žije v Olomouci, pracuje v galvanické zinkovně.
Manželkou je rakouská germanistka a spisovatelka Sabine Voda Eschgfäller (* 1976).

## Život
Dětství prožil v Olomouci, Jeseníkách (moravských Sudetech) i na Slovensku. V letech 1995–2002 vystudoval teorii a dějiny umění na Filozofické fakultě Univerzity Palackého.
V letech 2000–2004 byl kurátorem v Muzeu umění Olomouc. V letech 2004–2006 působil jako kurátor v Divadle hudby Olomouc.
Specializuje se na českou moderní kulturu. Věnuje se umění českých Němců ve 20. století, moravskému umění po roce 1938, zabývá se otázkami česko-německo-židovské minulosti a také se zajímá o dějiny fotografie.
Píše literární i výtvarné recenze, uměleckohistorické eseje. Publikuje v časopisech Listy, A2, Ateliér, Prostor Zlín, Souvislosti. Je redaktorem dvouměsíčníku Listy, zde vede rubriku Galerie a Architektura, je zároveň činný v olomouckém nakladatelství Burian a Tichák. Od roku 2004 pracuje v galvanické zinkovně jako vedoucí výroby.
Žije v Olomouci, jeho ženou je italská básnířka a překladatelka Sabine Voda Eschgfäller.

## Dílo
Jako básník debutoval v roce 2010 sbírkou Sněhy a další (Fra, Praha 2010), která byla nominována na cenu Magnesia Litera 2011 v kategorii objev roku.

### Poezie
- Sněhy a další (2010)

Tato sbírka se dělí na dvě části. První oddíl, nazvaný Verše, zahrnuje poezii milostnou, experimentální a je dedikován Sabine. Básně jsou psány volným veršem, smysl vyjadřují na minimálním prostoru (často stačí i čtyři řádky). Jsou mnohovrstevnaté, niterné a výrazně experimentální. Leitmotivem je osudová láska k ženě, cizince. S tím souvisí i to, že jazykem této části není čeština, autor se pustil do hledání jazyka „univerzální srozumitelnosti.“ Intuitivně se rozhodl pro slovenštinu svého dětství, pouze odposlouchanou, plnou bohemismů, negramatických spojení, neologismů, obohacenou o výrazy německé, anglické, francouzské, italské i latinské a ruské, čímž oživil hravost makarónské poezie.
Druhý oddíl, s názvem Leden, se více obrací k Olomouci (ta není explicitně pojmenovaná, ale z náznaků patrná), k městu, jeho místům jako k prostorům k žití. Je věnován synovi. Tuto část tvoří básně v próze. Básně jsou daleko popisnější, mají blízko k poezii všedního dne. I jazyk je jiný, je zde použito surové češtiny, češtiny běžně užívané, každodenní. Jde ale zároveň o jazyk velice kultivovaný, vypovídající o erudici autora. David Voda zde zaznamenává zhruba čtrnáct zimních, lednových dní v sedmnácti krátkých „zastaveních“ (majících délku odstavce). Texty jsou bez názvu, jsou opatřeny pouze datací, což evokuje deníkové záznamy. Vnímáme myšlenkové útržky, části souvislé výpovědi, reflektujeme svět očima lyrického subjektu. Poeticky jsou zaznamenány všední skutečnosti. Místy prosvítá i sudetoněmecká otázka. Čteme poezii němých zákoutí, starých domů, nových sídlišť a nemytých podlah.
Obě části sbírky jsou k sobě ve vztahu polemickém, za jednotící prvek můžeme chápat právě atmosféru zimy, chladu, sněhů… a také určitý multikulturní podtext.

### Recenze
- http://www.iliteratura.cz/Clanek/28827/voda-david-snehy-a-dalsi
- http://respekt.ihned.cz/spisovatele-o-knihach/c1-47572510-zahadne-snehy

### Rozhovory
- http://www.ceskatelevize.cz/ivysilani/1183619616-kultura-cz/307295350090014/obsah/112631-rozhovor-kunsthistorik-david-voda-o-projektu-nemecko-zidovska-olomouc/
- http://www.rozhlas.cz/mozaika/literatura/_zprava/758735